# 1829 en photographie
| Années de la photographie : 1826 - 1827 - 1828 - 1829 - 1830 - 1831 - 1832    |
| Décennies de la photographie : 1790 - 1800 - 1810 - 1820 - 1830 - 1840 - 1850 |

Cet article présente les faits marquants de l'année 1829 en photographie.

## Événements
- 14 décembre : Nicéphore Niépce et Louis Daguerre s'associent pour concevoir à deux un procédé photographique amélioré baptisé physautotype, précurseur du daguerréotype[1].
- Louis Daguerre mène des travaux en chimie en utilisant l'iode découverte par Bernard Courtois.
- Nicéphore Niépce pressent le principe de la photographie interférentielle dans une lettre à Louis Daguerre[2].

## Naissances
- 7 mars : Alfred Perlat, photographe français, actif à Poitiers, mort le 19 novembre 1910.
- 13 mars : Hippolyte Mailly, lithographe et photographe français, mort le 16 septembre 1888.
- 20 mars : Andrew Joseph Russell, peintre et photographe américain, mort le 22 septembre 1902.
- 1er mai : Alexander Bassano, photographe portraitiste britannique, mort le 21 octobre 1913.
- 22 mai : Charles Herbert, peintre et photographe français, mort le 26 mai 1919.
- 31 mai : Caroline Emily Nevill, photographe britannique, morte le 23 février 1887.
- 14 juillet : William Downey, photographe portraitiste britannique, mort le 7 juillet 1915.
- 16 juillet : Pierre Rossier, photographe suisse, pionnier de la photographie en Asie, mort le 22 octobre 1886.
- 9 août : Ferdinand Carlier, photographe français, mort le 1er septembre 1893.
- 3 septembre : Victor Étienne Gonnet, dit Esteban Gonnet, photographe français installé à Buenos Aires, mort le 30 mars 1868.
- 29 septembre : François Aubert, peintre et photographe français, mort le 22 mai 1906.
- 11 novembre : Carleton Watkins, photographe américain, mort le 23 juin 1916.
- 14 décembre : Laure Mathilde Gouin, peintre et photographe française, morte le 4 octobre 1916.
- Date précise non renseignée ou inconnue :
  - Thomas Annan, photographe britannique, mort le 14 décembre 1887.